# Krautmaart
Krautmaart (alemão) ou rue du Marché aux Herbes (francês), é uma rua de formato irregular na cidade de Luxemburgo, no sul do Luxemburgo. A rua, cujo nome se traduz em inglês como Herb Market street, está situada em Ville Haute, o coração histórico da cidade. Encontra-se a leste da Place Guillaume II, do outro lado da rue du Fossé.
Devido à presença da sede da Câmara dos Deputados do Luxemburgo na rua, 'Krautmaart' é usado como metônimo para o legislador luxemburguês. Apesar disso, é o Palácio Grão-Ducal adjacente que domina Krautmaart.
Sob a ocupação alemã (1940-1944), a estrada foi chamada "Krautmarkt".